# Serethor
Serethor va ser una reina egípcia de la I dinastia. Era una dona del rei Den.
Se la coneix per una estela funerària d'Umm al-Qa'ab, que avui es troba al Museu del Louvre. No se'n conserva cap títol d'ella. Podria haver estat enterrada al complex funerari de Den.
Serethor no va ser l'única reina identificada a partir d'esteles funeràries. Altres reines l'estela funerària de les quals es va trobar prop de la tomba de Den són Seixemetka i Semat.